# Carl Hoffmann
Pour les articles homonymes, voir Hoffmann.
Carl Hoffmann, né le 9 juin 1885 à Neisse et mort le 5 août 1947 à Minden (Westphalie), est un réalisateur et opérateur allemand.

## Biographie
Carl Hoffmann a été un des pionniers du cinéma allemand avant de devenir avec Karl Freund et Fritz Arno Wagner un des trois grands opérateurs allemands au temps de la République de Weimar, puis de poursuivre sa carrière d'opérateur et de réalisateur sous le Troisième Reich.
Il est le père du réalisateur Kurt Hoffmann.

## Filmographie partielle
Comme directeur de la photographie
- 1913 : Macbeth d'Arthur Bourchier
- 1917 : Hilde Warren et la Mort (Hilde Warren und der Tod) de Joe May (vraisemblablement)
- 1920 : Der Reigen de Richard Oswald
- 1922 : Docteur Mabuse le joueur de Fritz Lang
- 1924 : Les Nibelungen de Fritz Lang
- 1928 : Ungarische Rhapsodie de Hanns Schwarz
- 1928 : Die Todesschleife d'Arthur Robison
- 1929 : Manolesco, prince des sleepings (Manolescu, der König der Hochstapler) de Victor Tourjanski
- 1930 : L'Immortel Vagabond de Gustav Ucicky et Joe May
- 1931 : Der falsche Ehemann de Johannes Guter
- 1931 : Yorck de Gustav Ucicky
- 1932 : Un homme sans nom de Gustav Ucicky et Roger Le Bon
- 1939 : Les Mains libres de Hans Schweikart
- 1943 : Symphonie d'une vie de Hans Bertram